# Namco
Namco Limited a fost o companie multinațională japoneză de jocuri video și divertisment fondată în 1955 care a operat arcade-uri video și parcuri de distracție global, produs jocuri video, filme, jucării și cabineturi arcade. A fost una din cele mai influențiale figuri mondiale în industria jocurilor de monede și arcade; Namco a produs o mulțime din francizele de jocuri video de milioane de vânzări, precum Pac-Man, Galaxian, Tekken, Tales, Ridge Racer, și Ace Combat. În 2006, Namco a fuzionat cu Bandai să formeze ce este acum numit Bandai Namco Holdings; marca Namco continuă să fie folosită pentru video arcade și alte produse de divertisment de către divizia Bandai Namco Amusements a grupului.
Numele Namco provine de la Nakamura Manufacturing Company, derivată de la fondatorul său Masaya Nakamura. În anii 1960, a produs jocuri arcade electromecanice precum succesul din 1965 Periscope. A intrat în industria jocurilor video după ce a achiziționat divizia japoneză în dificultate a Atari în 1974, distribuind jocuri precum Breakout în Japonia. Compania s-a redenumit Namco în 1977 și a publicat Gee Bee, primul său joc video original, un an mai tărziu. Printre primele succese majore ale Namco au fost jocul fix shooter Galaxian în 1979. A fost urmat de Pac-Man în 1980. Namco a prosperat în timpul erei de aur a jocurilor video arcade la începutul anilor 1980, lansând titluri populare precum Galaga, Xevious și Pole Position.
Namco a intrat piața de domiciliu în 1984 cu conversii ale jocurilor sale arcade pentru MSX și Nintendo Family Computer, ulterior extinzându-se la platforme competitive, precum Sega Genesis, TurboGrafx-16 și PlayStation. Namco a continuat să producă jocuri de succes în anii 1990, inclusiv Ridge Racer, Tekken și Taiko no Tatsujin, dar apoi a suferit greutăți financiare datorită economiei îngreunate a Japoniei și scăderea pieții de arcade. Aceasta a condus la anunțul din 2005 de o fuziune cu Bandai, care a fost completată în 2006 ca Namco Bandai Holdings; fosta divizie de jocuri video a Namco a fost fuzionată într-o subsidiară a holdingului, Namco Bandai Games, acum numită Bandai Namco Entertainment. Namco este amintit în retrospect pentru modelul său corporativ unic, importanța sa în industrie, și avansările sale în tehnologie.